# Gilles Boeuf
Pour les articles homonymes, voir Bœuf.
Gilles Boeuf, né le 6 novembre 1950 à Paimbœuf, est un biologiste français.
Professeur à l'université Pierre-et-Marie-Curie, Sorbonne Université, il a été président du Muséum national d'histoire naturelle de février 2009 à août 2015 et professeur invité au Collège de France en 2013-2014, sur la chaire « Développement durable, environnement, énergie et société »,. Il a été deux années conseiller scientifique au cabinet de Ségolène Royal, alors ministre d'État de l'Environnement, de l'Énergie et de la Mer.

## Biographie
Gilles Boeuf grandit à Douarnenez auprès de sa mère française d'origine vendéenne, dont il porte le nom, et de son père, ouvrier portugais, ancien coureur cycliste professionnel. Il est l’aîné d'une famille de cinq enfants.
Après une licence, une maîtrise des sciences naturelles et un DEA d'océanographie à l'université de Brest, il fait sa thèse de troisième cycle en biologie du développement à la station de biologie marine d’Arcachon, soutenue à l'université Bordeaux-I en juillet 1979. En 1979, il est recruté au Centre national pour l'exploitation des océans (CNEXO), l’ancêtre de l’IFREMER, basé à Brest, où il travaille pendant vingt ans. Il a défendu son doctorat d'État ès-sciences naturelles à Brest en février 1987. L’IFREMER se désintéressant de la physiologie des poissons, il devient professeur à l’université Pierre-et-Marie-Curie en 1999 et prend la tête d’un de ses observatoires marins à Banyuls-sur-Mer.
À partir de 2005, il change de sujet et démarre ses travaux sur la biodiversité, ce qui le fera remarquer par le Collège de France puis par le Muséum national d'histoire naturelle, dont il assure la présidence du conseil scientifique en 2007-2008, puis la présidence de l'établissement entre 2009 et 2015. Il est l’auteur de plus de 400 publications nationales et internationales, chapitres de livres et communications à des colloques et est fréquemment invité à l’étranger. Il fait plus de 100 conférences par année en France et à l'étranger, en 3 langues.
Gilles Boeuf effectue ses travaux de recherche au sein de l’Unité 7232 de l'université Pierre-et-Marie-Curie/CNRS « Biologie intégrative des organismes marins » au laboratoire Arago à Banyuls-sur-Mer de l'observatoire océanologique. Il a été six ans le directeur de l’Observatoire océanologique de Banyuls-sur-Mer, et de l'observatoire des sciences de l’Univers de l'Institut national des sciences de l'Univers du CNRS. Il a été 4 ans directeur d'une unité de recherche CNRS/UPMC à Banyuls. Il a été membre de nombreux conseils scientifiques, pour la plupart au CNRS, et a siégé 9 ans au comité national.[réf. nécessaire]
Il a été membre du conseil scientifique du Patrimoine naturel et de la biodiversité auprès du ministère de l'Environnement, de l'Énergie et de la Mer, alors occupé par Ségolène Royal[réf. nécessaire][Quand ?]. Il a également été président du conseil scientifique du Centre de coopération internationale en recherche agronomique pour le développement (CIRAD), membre des conseils d'administration des aires marines protégées et d'Humanité et biodiversité, membre du comité de perfectionnement du Centre scientifique de Monaco.
Il est président du conseil scientifique de l'Agence française pour la biodiversité et président de la réserve naturelle nationale de la forêt de la Massane (Pyrénées-Orientales). Il a été élu en janvier 2013 au bureau de l'IPBES des Nations unies. Depuis 2016, il est membre du comité scientifique de l'Office national des forêts et président du pôle d'entomologie forestière OPIE-ONF.
En 2013, il est élu professeur invité au Collège de France sur la chaire « Développement durable, environnement et sociétés ». Ses leçons portent en 2014 sur le thème « Biodiversité, ses croisements avec l'humanité », et la leçon inaugurale du 19 décembre 2013 Biodiversité, de l'océan et la forêt, à la cité. Il a été membre de la commission française de l’Unesco.
Désormais installé à Bordeaux, il poursuit aujourd'hui son activité de conférencier sur la biodiversité, en France et à l'étranger.
Le 3 février 2021, il est nommé au Comité consultatif national d'éthique pour les sciences de la vie et de la santé sur désignation du ministre chargé de l'éducation nationale.
Il est depuis 2021 conseiller régional de Nouvelle-Aquitaine (département de la Gironde), élu sur la liste majoritaire d'Alain Rousset (PS-PCF-MRG).

### Distinctions
- Officier de l'ordre national du Mérite Il est fait chevalier le 13 novembre 2009[13], puis est promu officier le 29 mai 2019[14].
- Chevalier de la Légion d'honneur Il est fait chevalier le 12 juillet 2013[15],[16].
- En 2013, il reçoit des mains du prince Albert II de Monaco, la grande médaille Albert Ier de Monaco pour sa carrière scientifique dédiée aux mers et à l'océan[5].

## Filmographie
Gilles Boeuf est intervenant dans deux films documentaires réalisés par Alex Ferrini : Régénération, sorti en 2018, avec Joël de Rosnay, Idriss Aberkane, Thierry Casasnovas et Thierry Janssen,, et Vivante !, sorti en octobre 2020.

## Engagements
En novembre 2022, il participe à l'émission Aux arbres citoyens, imaginée par Cyril Dion et diffusée sur France 2, qui permet de récolter 1,8 million d'euros de dons pour l'atténuation du changement climatique et le maintien de la biodiversité.
En novembre 2023, il participe à l'émission Les super-pouvoirs de l'océan — diffusée en prime-time sur France 2 — qui permet la collecte de 1,2 million d'euros au profit de la préservation des océans.